# Martin Valjent
Martin Valjent (Dubnica nad Váhom, 11 dicembre 1995) è un calciatore slovacco, difensore del Maiorca.

## Caratteristiche tecniche
Duttile e tecnico, tanto da poter essere considerato un vero e proprio jolly difensivo.
Predilige giocare come difensore centrale di una difesa a quattro o come difensore di centro-destra di una difesa a tre; ma all'occorrenza, in carriera, ha anche ricoperto i ruoli di terzino destro di una difesa a quattro o di centrocampista centrale con caratteristiche di interdittore-centromediano.
Non disdegna sortite offensive, soprattutto dai calci da fermo, essendo dotato di un buon colpo di testa e di buona elevazione.

## Carriera

### Club

#### Gli inizi
Cresce calcisticamente nelle giovanili della squadra della sua città, la MFK Dubnica, fin da quando aveva 5 anni percorrendo tutte le varie categorie giovanili fino ad esordire nel 2012 in prima squadra all'età di 17 anni dove in stagione collezionerà 14 presenze e realizzando 2 reti.

#### Il passaggio alla Ternana
Nell'agosto 2013 viene ufficializzato il suo passaggio alla Ternana, legatosi ad essa con un contratto triennale. Conclude la prima stagione in rossoverde con 9 presenze.
La stagione successiva diventa titolare nel centrocampo della squadra umbra ma dopo un cambio di modulo dell'allenatore Attilio Tesser, passerà come difensore centrale dove fornirà ottime prestazioni, dimostrandosi uno dei migliori centrali del campionato di Serie B. Il 21 novembre 2014 rinnova il contratto con la squadra umbra fino al giugno 2018.
Il 2 maggio 2015 realizza la prima rete con la maglia rossoverde contro il Virtus Lanciano e contribuendo alla salvezza della squadra umbra. Nella stagione ha ricoperto molti ruoli come difensore centrale, terzino centrocampista centrale ed esterno e mediano, divenendo uno dei punti base della formazione e collezionando ben 41 presenze.
Il 12 settembre 2015 realizza la seconda rete con la casacca rossoverde siglando il pari al 94' nella sfida interna contro il Cagliari terminata 1-1. Il 14 maggio 2016 alla penultima giornata di campionato segna la sua seconda rete stagionale al minuto 95' dopo che era entrato 9 minuti prima al posto di Niccolò Belloni.
Nell'agosto 2017 viene acquistato dal Chievo, che però lo lascia in prestito in Umbria fino al termine della stagione, culminata con la retrocessione della Ternana in terza serie.

#### Maiorca
Tornato a Verona, nell'estate 2018 passa in prestito al Maiorca nella Segunda Division Spagnola.
Dopo la promozione in Primera Division, viene acquistato a titolo definitivo dalla compagine spagnola. La stagione però si concluderà con la retrocessione della squadra.
Confermato anche l'anno successivo, contribuisce alla seconda vittoria del campionato, conquista un posto da titolare in pianta stabile anche negli ultimi due recenti stagioni nel massimo campionato spagnolo.

### Nazionale
Nel 2013 viene convocato con l'Under-18 per alcune partite, senza mai scendere in campo. Dal 2011 al 2014 è stato uno dei punti fermi dell'Under-19 giocando 14 incontri e segnando 2 reti, mentre dal 2013 al 2017 è stato uno dei titolari inamovibili della nazionale di calcio della Slovacchia Under-21 giocando anche il Campionato europeo 2017 risultando tra i migliori giocatori.
Il 6 agosto 2014 viene convocato dalla nazionale maggiore per uno stage.
A maggio 2018 viene convocato dal ct Ján Kozák per la prima volta in nazionale maggiore per le amichevoli contro Olanda e Marocco. Debutta contro quest'ultima subentrando al 79' minuto a Tomáš Hubočan.

## Statistiche

### Presenze e reti nei club
Statistiche aggiornate al 26 maggio 2024.
| Stagione        | Squadra         | Campionato      | Campionato | Campionato | Coppe nazionali | Coppe nazionali | Coppe nazionali | Coppe continentali | Coppe continentali | Coppe continentali | Altre coppe | Altre coppe | Altre coppe | Totale | Totale |
| Stagione        | Squadra         | Comp            | Pres       | Reti       | Comp            | Pres            | Reti            | Comp               | Pres               | Reti               | Comp        | Pres        | Reti        | Pres   | Reti   |
| --------------- | --------------- | --------------- | ---------- | ---------- | --------------- | --------------- | --------------- | ------------------ | ------------------ | ------------------ | ----------- | ----------- | ----------- | ------ | ------ |
| 2012-2013       | MFK Dubnica     | 2-L             | 14         | 0          | SP              | 0               | 0               | -                  | -                  | -                  | -           | -           | -           | 14     | 0      |
| 2013-2014       | Ternana         | B               | 6          | 0          | CI              | 0               | 0               | -                  | -                  | -                  | -           | -           | -           | 6      | 0      |
| 2014-2015       | Ternana         | B               | 35         | 1          | CI              | 2               | 0               | -                  | -                  | -                  | -           | -           | -           | 37     | 1      |
| 2015-2016       | Ternana         | B               | 25         | 2          | CI              | 2               | 0               | -                  | -                  | -                  | -           | -           | -           | 27     | 2      |
| 2016-2017       | Ternana         | B               | 33         | 0          | CI              | 2               | 0               | -                  | -                  | -                  | -           | -           | -           | 35     | 0      |
| 2017-2018       | Ternana         | B               | 38         | 3          | CI              | 1               | 0               | -                  | -                  | -                  | -           | -           | -           | 39     | 3      |
| Totale Ternana  | Totale Ternana  | Totale Ternana  | 137        | 6          |                 | 7               | 0               |                    | -                  | -                  |             | -           | -           | 144    | 6      |
| 2018-2019       | Maiorca         | SD              | 29+4       | 0          | CR              | 2               | 0               | -                  | -                  | -                  | -           | -           | -           | 35     | 0      |
| 2019-2020       | Maiorca         | PD              | 36         | 0          | CR              | 1               | 0               | -                  | -                  | -                  | -           | -           | -           | 37     | 0      |
| 2020-2021       | Maiorca         | SD              | 33         | 1          | CR              | 1               | 0               | -                  | -                  | -                  | -           | -           | -           | 34     | 1      |
| 2021-2022       | Maiorca         | PD              | 36         | 0          | CR              | 3               | 0               | -                  | -                  | -                  | -           | -           | -           | 39     | 0      |
| 2022-2023       | Maiorca         | PD              | 30         | 0          | CR              | 2               | 0               | -                  | -                  | -                  | -           | -           | -           | 32     | 0      |
| 2023-2024       | Maiorca         | PD              | 28         | 0          | CR              | 4               | 0               | -                  | -                  | -                  | -           | -           | -           | 32     | 0      |
| Totale Mallorca | Totale Mallorca | Totale Mallorca | 192+4      | 1          |                 | 13              | 0               |                    | -                  | -                  |             | -           | -           | 209    | 1      |
| Totale carriera | Totale carriera | Totale carriera | 347        | 7          |                 | 18              | 0               |                    | -                  | -                  |             | -           | -           | 365    | 7      |

### Cronologia presenze e reti in nazionale
| Cronologia completa delle presenze e delle reti in nazionale ― Slovacchia | Cronologia completa delle presenze e delle reti in nazionale ― Slovacchia | Cronologia completa delle presenze e delle reti in nazionale ― Slovacchia | Cronologia completa delle presenze e delle reti in nazionale ― Slovacchia | Cronologia completa delle presenze e delle reti in nazionale ― Slovacchia | Cronologia completa delle presenze e delle reti in nazionale ― Slovacchia | Cronologia completa delle presenze e delle reti in nazionale ― Slovacchia | Cronologia completa delle presenze e delle reti in nazionale ― Slovacchia |
| Data                                                                      | Città                                                                     | In casa                                                                   | Risultato                                                                 | Ospiti                                                                    | Competizione                                                              | Reti                                                                      | Note                                                                      |
| ------------------------------------------------------------------------- | ------------------------------------------------------------------------- | ------------------------------------------------------------------------- | ------------------------------------------------------------------------- | ------------------------------------------------------------------------- | ------------------------------------------------------------------------- | ------------------------------------------------------------------------- | ------------------------------------------------------------------------- |
| 4-6-2018                                                                  | Ginevra                                                                   | Slovacchia                                                                | 1 – 2                                                                     | Marocco                                                                   | Amichevole                                                                | -                                                                         | 79’                                                                       |
| 6-9-2019                                                                  | Bratislava                                                                | Slovacchia                                                                | 0 – 4                                                                     | Croazia                                                                   | Qual. Euro 2020                                                           | -                                                                         |                                                                           |
| 13-10-2019                                                                | Bratislava                                                                | Slovacchia                                                                | 1 – 1                                                                     | Paraguay                                                                  | Amichevole                                                                | -                                                                         |                                                                           |
| 4-9-2020                                                                  | Bratislava                                                                | Slovacchia                                                                | 1 – 3                                                                     | Rep. Ceca                                                                 | UEFA Nations League 2020-2021 - 1º turno                                  | -                                                                         | 32’                                                                       |
| 7-9-2020                                                                  | Netanya                                                                   | Israele                                                                   | 1 – 1                                                                     | Slovacchia                                                                | UEFA Nations League 2020-2021 - 1º turno                                  | -                                                                         |                                                                           |
| 8-10-2020                                                                 | Bratislava                                                                | Slovacchia                                                                | 0 – 0 dts (4 – 2 dtr)                                                     | Irlanda                                                                   | Qual. Euro 2020                                                           | -                                                                         |                                                                           |
| 11-10-2020                                                                | Glasgow                                                                   | Scozia                                                                    | 1 – 0                                                                     | Slovacchia                                                                | UEFA Nations League 2020-2021 - 1º turno                                  | -                                                                         |                                                                           |
| 14-10-2020                                                                | Trnava                                                                    | Slovacchia                                                                | 2 – 3                                                                     | Israele                                                                   | UEFA Nations League 2020-2021 - 1º turno                                  | -                                                                         |                                                                           |
| 27-3-2021                                                                 | Trnava                                                                    | Slovacchia                                                                | 2 – 2                                                                     | Malta                                                                     | Qual. Mondiali 2022                                                       | -                                                                         |                                                                           |
| 25-3-2022                                                                 | Oslo                                                                      | Norvegia                                                                  | 2 – 0                                                                     | Slovacchia                                                                | Amichevole                                                                | -                                                                         |                                                                           |
| 6-6-2022                                                                  | Trnava                                                                    | Slovacchia                                                                | 0 – 1                                                                     | Kazakistan                                                                | UEFA Nations League 2022-2023 - 1º turno                                  | -                                                                         | 43’                                                                       |
| 10-6-2022                                                                 | Baku                                                                      | Azerbaigian                                                               | 0 – 1                                                                     | Slovacchia                                                                | UEFA Nations League 2022-2023 - 1º turno                                  | -                                                                         |                                                                           |
| 13-6-2022                                                                 | Astana                                                                    | Kazakistan                                                                | 2 – 1                                                                     | Slovacchia                                                                | UEFA Nations League 2022-2023 - 1º turno                                  | -                                                                         |                                                                           |
| Totale                                                                    |                                                                           | Presenze                                                                  | 13                                                                        |                                                                           | Reti                                                                      | 0                                                                         |                                                                           |